# Skin (groupe japonais)
Pour les articles homonymes, voir Skin.
Skin, stylisé S.K.I.N., est un supergroupe japonais, basé aux États-Unis, formé en 2006 par le batteur et pianiste Yoshiki (alors ex-membre des groupes X Japan et Globe) et le chanteur Gackt (ex-membre de Malice Mizer), rejoints par la suite par les guitaristes Sugizo (ex-membre de Luna Sea) et Miyavi (ex-membre de Dué le Quartz), et aidés par le bassiste Ju-ken (Oblivion Dust, Vamps...).

## Histoire

### Débuts et premier concert
L'origine du groupe remonte à 2002, lorsque Yoshiki invite Gackt dans son manoir de Los Angeles, où ils ont décidé de produire de la musique ensemble.
Le groupe est annoncé publiquement en juillet 2006 lors d'une conférence Otakon où Yoshiki, en tant qu'invité, déclare qu'il allait créer un groupe avec Gackt. Il annonce que le groupe serait composé de cinq membres, et qu'ils allaient produire un enregistrement avec une tournée en 2007. En décembre de la même année, Sugizo est annoncé comme le troisième membre et premier guitariste du groupe. Ensuite, lors du premier JRock Revolution Festival le 25 mai 2007, organisé par Yoshiki, il annonce officiellement Miyavi comme quatrième membre et deuxième guitariste, et que Skin ferait sa première performance le 29 juin 2007 à lors de la convention Anime Expo de Long Beach en Californie,. Yoshiki confirme que le groupe prévoyait de sortir un album et que des enregistrements bruts de sept ou huit chansons avaient été réalisés en mars 2007. Avec ses membres très connus, le groupe est considéré comme un supergroupe, ce qui a valu à leur concert d'être appelé le « concert de rock japonais du siècle ». Gackt et Yoshiki déclarent tous deux  qu'ils voulaient être le premier groupe asiatique à conquérir les charts mondiaux, en commençant par l'Amérique. Leur objectif était d'ouvrir le marché des artistes japonais dans l'industrie musicale occidentale.
Le 12 juin 2007, les premiers billets pour le concert de Skin commencenr à être mis en vente sur Internet. Cependant, l'intérêt massif suscité par la vente de billets entraîne une saturation des serveurs, qui se sont bloqués, et les réservations de billets sont temporairement interrompues quelques heures plus tard. Le jeudi 28 juin au soir, Skin se produit pour la première fois à la Long Beach Arena, soutenu à la basse par Ju-ken, qui était à l'époque membre du groupe de Gackt. Le concert commence avec près de deux heures et demie de retard, pour des raisons inconnues. Ils interprètent environ cinq chansons, dont quatre étaient Gei-Sha, Killing You Softly, Beneath the Skin, Violets, et la plupart des paroles étaient en anglais et en japonais. Pendant la partie intermédiaire de Beneath the Skin, Gackt et Yoshiki jouent du piano, Sugizo du violon et Miyavi du shamisen traditionnel japonais. À la fin, Gackt annonce qu'ils se reverraient,.

### Tentatives de retour
Lors d'une interview en 2008, Sugizo est interrogé sur le groupe. Il dit que lors de la réunion, ils ont conclu qu'ils continueraient certainement à travailler ensemble, mais sont tous trop occupés pour se réunir au même moment et au même endroit, et ajoute « peut-être à partir de l'été prochain ». Après que rien ne se soit passé l'année suivante, dans une interview de 2009, il déclare « Je ne sais pas ... Je pense que cela va continuer ». En 2011, il explique ne pas vouloir abandonner le projet, et qu'ils devraient le relancer. Pendant une conférence de presse en juin 2010, Miyavi expliquait qu'il était honoré d'être inclus dans le groupe, et révélait qu'il aimerait devenir actif avec Skin dans un avenir proche. En novembre 2011, il tweeté qu'il avait rencontré Yoshiki, et qu'ils avaient parlé du groupe.
Lors d'interviews en 2010, Yoshiki déclare qu'étant donné qu'il travaille avec X Japan et sur son projet solo Violet UK, le retour du groupe n'était pas à l'ordre du jour,. La chanson Beneath the Skin, que Sugizo a composée pour Skin, est reprise et jouée par X Japan en 2014.
En novembre 2022, Yoshiki, Miyavi et Sugizo annoncent leur collaboration dans un nouveau supergroupe, The Last Rockstars, avec Hyde comme chanteur. Le groupe reprend également la chanson Beneath the Skin.